# شحات (شهر لیبی)
شحات (عربی: شحات) در قدیم نزدیک این شهر سیرنه، لیبی قرار داشت.